# Авен Арман
Авен-Арман је кречњачка пећина која се налази у Националном парку Севан у Француској, у близини града Мејрој.

## О пећини
Авен—Арман је кречњачка крашка пећина, висока је 45 m, широка 60 m и дугачка 110 m. То је збирка хиљаду сталагмита познатих као Девичанска шума, од којих су најпознатије структуре Карфиол, Медуза, Ћуран и Палмино дрво. Бар 400 сталагмита су виши од 1 m, многи од њих су и 20 m високи, а највиши је преко 30 m. висок од базе до врха. Многи од сталагмита су посебног облика, познати су као “мноштво плоча” Са ширим врховима, подсећају на труп или палмино дрво.

## Настајање пећинских украса
Сталагмити се формирају на овај начин због тога што висина пећине дозвољава пад воде који убрзава тако да она удара врх сталагмита са пљуском. Због тога што је пећина релативно близу површине, количина воде која пада и цеди се много варира у зависности од пада кише.

### Откриће
Луј Арман, локални ковач, је открио пећину Авен—Арман 1897. године и у њу се може ући кроз два димњака. Отворена је за јавност од 1927. године.